# Tonton Macoute (chanson)
Pour l’article homonyme, voir Tonton Macoute.
Singles de Les Fils de joie
Adieu Paris
Tonton Macoute est une chanson du groupe français Les Fils de joie, dont le texte fait référence avec humour noir aux Tontons Macoutes en Haïti, sortie en 45 tours en 1984 avec le titre instrumental Voici le jour en face B. Le maxi 45 tours comporte une chanson supplémentaire, Havana Affair, une reprise des Ramones arrangée en version reggae.

La production est assurée par Jello, ancien guitariste du groupe Starshooter et la pochette est réalisée par Christophe Jouxtel.

## Personnel
- Olivier de Joie: chant, guitare
- Christophe de Joie: claviers
- Daniel de Joie: basse
- Marc de Joie: saxophone
- Dorian de Joie: batterie, percussions